# Acer freemanii
Acer freemanii är en kinesträdsväxtart som beskrevs av Edward Murray. Acer freemanii ingår i släktet lönnar, och familjen kinesträdsväxter. Inga underarter finns listade i Catalogue of Life.